# Muscle palatopharyngien
Le muscle palatopharyngien (ou muscle pharyngo-staphylin ou muscle staphylo-pharyngien ou muscle palato-salpingo-pharyngien) est un muscle du palais mou et du gosier.

## Description
Le muscle palatopharyngien est un muscle pair constitué de deux faisceaux : un faisceau antérieur et un faisceau postérieur (ou muscle sphincter palato-pharyngien).

## Origine
Le faisceau postérieur du muscle palatopharyngien nait de la face supérieure de l'aponévrose palatine.
Le faisceau antérieur est constitué du faisceau ptérygoïdien qui nait du bord inférieur de l'hamulus ptérygoïdien et du muscle salpingo-pharyngien qui nait du cartilage du tube auditif.

## Trajet
Les deux faisceaux se rejoignent en descendant en bas et en arrière et cheminent dans l'épaisseur de l'arc palato-pharyngien.

## Insertion
Le muscle palatopharyngien se termine sur le bord postérieur du cartilage thyroïde et sur la muqueuse pharyngienne.

## Innervation
Le muscle palatopharyngien est innervé par des rameaux du plexus pharyngien.

## Fonction
Le muscle palatopharyngien abaisse le palais mou, élève le pharynx et resserre l'ouverture entre le plais mou et le pharynx.